# Thymus minussinensis
Thymus minussinensis — вид рослин родини глухокропивові (Lamiaceae), поширений у Монголії та Росії.

## Опис
Рослина 1–5 см. Листки оголені, 5–10 мм, лінійно-зворотнояйцюваті, черешкові, на полях біло залозисті. Суцвіття рідко головчасте; чашечка червонувата; квіти 5–6 мм завдовжки, рожеві.

## Поширення
Поширений у Монголії та Росії (Бурятія, Красноярськ, Тува, Західний Сибір).